# 시라즈 국제공항

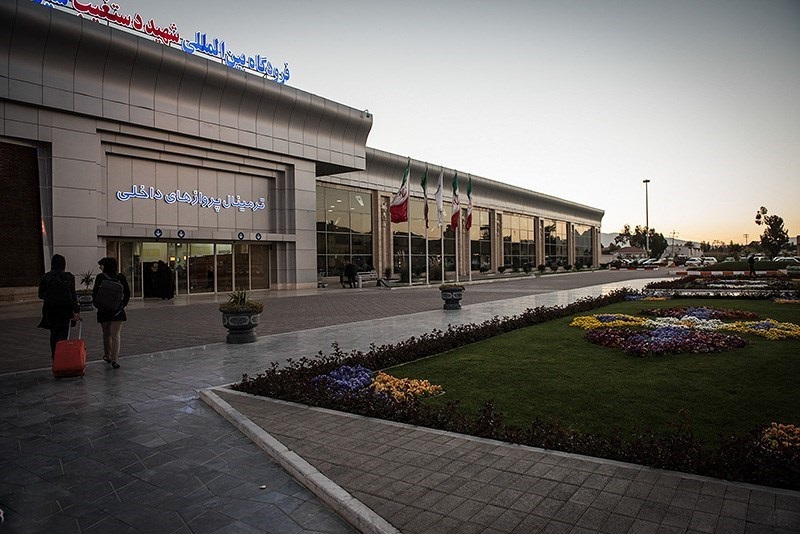

시라즈 국제공항(Shiraz Shahid Dastgheib International Airport, IATA: SYZ, ICAO: OISS)은 이란 시라즈에 위치한 국제공항이다. 파르스주와 이란 남부 지역의 주요 국제공항이다. 이란 남부 최대의 공항이기도 하다.
에어 아라비아, 카스피안 항공, 플라이두바이, 이란 항공, 이란에어 투어, 이란 아세만 항공, 자지라 항공, 키시 항공, 쿠웨이트 항공, 마한 항공, 미라즈 항공, 오만 항공, 카타르 항공, 사하 항공, 타반 항공, 터키항공 등이 이 공항을 이용하고 있다.

## 같이 보기
- 이란의 교통
- 이란의 항공사 목록